# Кітон Еллербі
Кітон Еллербі (англ. Keaton Ellerby; 5 листопада 1988, м. Стретмор, Канада) — канадський хокеїст, захисник. Виступає за «Флорида Пантерс» у Національній хокейній лізі.
Виступав за «Камлупс Блейзерс» (ЗХЛ), «Мус-Джо Ворріорс» (ЗХЛ), «Рочестер Амерікенс» (АХЛ), «Флорида Пантерс».
В чемпіонатах НХЛ — 110 матчів (2+14).
У складі юніорської збірної Канади учасник чемпіонату світу 2006.